# Ramulinella
Ramulinella es un género de foraminífero bentónico de la subfamilia Ramulininae, de la familia Polymorphinidae, de la superfamilia Polymorphinoidea, del suborden Lagenina y del orden Lagenida. Su especie-tipo es Ramulinella suevica. Su rango cronoestratigráfico abarca el Oxfordiense (Jurásico superior).

## Discusión
Clasificaciones previas incluían Ramulinella en la superfamilia Nodosarioidea.

## Clasificación
Ramulinella incluye a las siguientes especies:
- Ramulinella esphyma †
- Ramulinella irregularis †
- Ramulinella suevica †
  - Ramulinella suevica var. gaultina †